# Brontosauři
Brontosauři byla folková a trampská skupina, která byla založena v roce 1972 bratry Janem a Františkem Nedvědovými. Vznikla přejmenováním původní hudební skupiny Toronto, která vznikla v trampské osadě stejného jména na Sázavě v Lukách pod Medníkem. Díky velmi výrazným tvůrčím schopnostem obou bratrů Nedvědů skupina brzy začala sbírat úspěchy, zejména na festivalu Porta. Někteří členové kapely byli (po jednu dobu zároveň) členy i jiné hudební skupiny Spirituál kvintet.
Skupina definitivně zanikla v roce 1991. Později členové kapely natočili další 2 alba (Sedmikráska a Zahrádky). Jako externí spolupracovník a moderátor se podílel na koncertech a také na nahrávce alba Ptáčata Dušan Vančura.

## Původní zahajovací sestava
- Jan Nedvěd – zpěv, kytara, umělecký vedoucí
- František Nedvěd – zpěv, kytara
- Jiří Bartoň
- Alexander Bezega
- Gustav Blažek (zemřel – 1974) – banjo
- Jitka Marková (Toronto, do roku 1974)
- Luboš Schuss

## Nejslavnější sestava
- Jan Nedvěd – kytara, zpěv, hudba a texty
- František Nedvěd – kytara, zpěv, hudba a texty
- Zdenka Tosková (později provdaná Zdenka Tichotová) – zpěv, (od roku 1973, přišla ze skupiny Ještěři [1][2])
- Petr Zadina do skupiny Toronto přišel ze skupiny Ještěři – původně pětistrunné banjo a po dvou letech převzal kontrabas

Časový přehled

## Největší hity – výběr
- Kamarád (Jan Nedvěd) (1975)
- Hlídej lásku, skálo má (Jan Nedvěd) – Na kameni kámen (2)
- Růže z papíru (Jan Nedvěd) – Na kameni kámen (4)
- Tulácký ráno (Jan Nedvěd) – Na kameni kámen (7)
- Valčíček (Jan Nedvěd) – Na kameni kámen (8)
- Na kameni kámen (Jan Nedvěd) – Na kameni kámen (14)
- Ptáčata (Jan Nedvěd) – Ptáčata (3)
- Stánky (Jan Nedvěd) – Ptáčata (8)
- Vánoční lístek (Jan Nedvěd) – Ptáčata (15)

## Diskografie

### Vlastní

#### singly
- Přátelství/Mosty – Supraphon 1975, SP
- Hráz/Johanka z Arcu – Supraphon 1975, SP

#### alba
1. Na kameni kámen (1985): LP a MC – Panton, 1986: CD – BMG; reedice 1991: CD – Panton, 1995: CD – Panton
2. Ptáčata (1987): LP a MC – Panton, reedice 1991: CD – Panton, 2001: CD – Universal Music 014 572-2 EAN 044001457227
3. Sedmikráska (1992): MC a CD – Panton cd 81 1111 2331
4. Zahrádky (1994): CD, MC – J. a F. Nedvědovi a L. Hykeš NHP 0907301-2 EAN 8594009730126, reedice 2001: CD – Universal Music EAN 044001457326
5. Hlídej lásku, skálo má (2001): CD – Universal Music EAN 602517304642

### Spoluúčasti a kompilace
- Písně dlouhejch cest – Supraphon 1975, LP (reedice Supraphon 2003, CD) – 03. Kamarád – Brontosauři, 13. Tramp – Brontosauři
- Porta 80 – Supraphon 1980
- Cesty 85 Panton na Portě-live – Panton 1985, LP – 07. Signály
- Cesty, Svojšický slunovrat – Live – Panton 1986, LP – 02. Brontosauři – Ptáčata, 03. Brontosauři – Stánky
- 20 let Porty – 2 LP – Supraphon 1986, LP – 19. Hlídej lásku, skálo má
- Potlach v údolí slunce – Supraphon 1990, LP – 01. Pojď děvče, 08. Niagara
- Potlach v údolí Sázavy – Supraphon 1991, LP
- Jaroslav Foglar – J.Petrásek 1991, LP
- Hlídej lásku, skálo má – Supraphon EAN 099925589523 2008, 2CD – 01. Pojď, děvče, 09. Niagara -cd2 [3]